# Bernardet

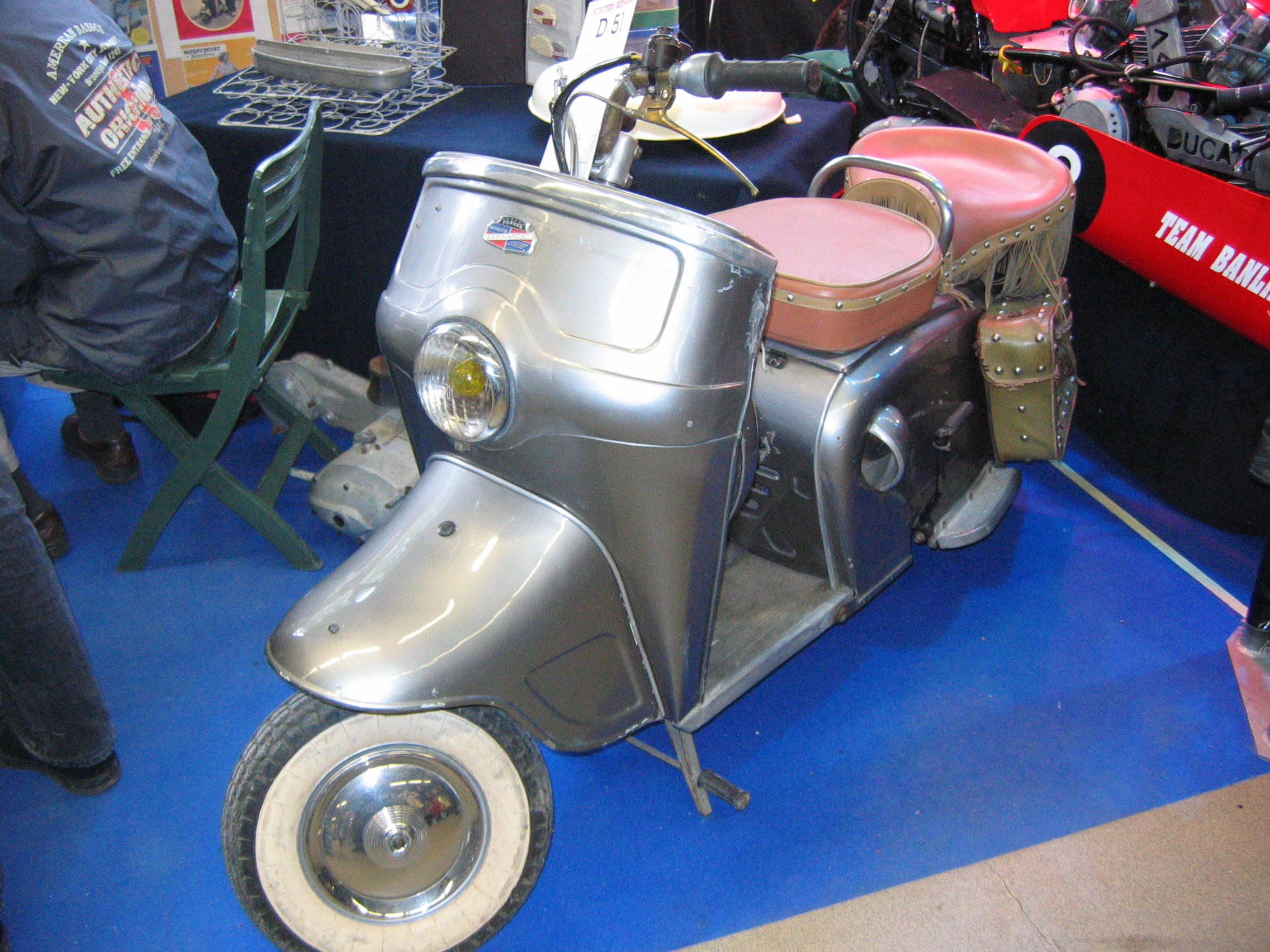
Motorroller von Bernardet (1952)

Bernardet war ein französischer Hersteller von Motorrädern und Automobilen.

## Unternehmensgeschichte
Die drei Brüder René, Robert und Roger Bernardet gründeten 1921 das Unternehmen Scooters Bernardet Société Anonyme in Bourg-la-Reine. Zunächst entstanden Seitenwagen und Motorroller. 1937 erfolgte der Umzug nach Châtillon. Zwischen 1947 und 1950 fertigte das Unternehmen auch einige wenige Automobile. 1957 wurde das Unternehmen aufgelöst.

## Automobile
Es wurde ein Kleinwagen produziert. Der Vierzylinder-Zweitaktmotor mit 798 cm³ Hubraum und 23 PS Leistung war vorne quer eingebaut und trieb die Vorderräder an. Die offene Karosserie bot drei Personen nebeneinander Platz. 1949 folgte das Modell A 49 als Coupé, dessen Vierzylindermotor auf 746 cm³ Hubraum reduziert war.